# جون كورنر (فنان)
جون كورنر هو فنان تشيكي، ولد في 29 سبتمبر 1913، وتوفي في 23 فبراير 2014.